# 41 Batalion Saperów
41 batalion saperów – nieistniejący już samodzielny pododdział wojsk inżynieryjno-saperskich ludowego Wojska Polskiego.

## Formowanie
Sformowany na podstawie rozkazu Naczelnego Dowództwa Wojska Polskiego nr 58/Org z 15 marca 1945 w Bydgoszczy jako jednostka organiczna 14 Dywizji Piechoty w ramach realizacji planu rozbudowy wojska. Pierwszym dowódcą był mjr Maciej Mołczański (od 8 kwietnia 1945). W skład dowództwa wchodzili: zastępca ds. liniowych por. Andrzej Klockich, sztabem kierował szef sztabu kpt. Andrzej Wierzbicki, kwatermistrzem był por. Teofil Cackowski, zastępcą ds. polityczno-wychowawczych por. Józef Szypnikowski.

## Działania, zadania, szkolenie
Zasadniczym zadaniem batalionu było rozminowanie i oczyszczanie terenu z min i innych niebezpiecznych materiałów wybuchowych. Batalion rozminowywał terytorium Polski w 1945 w woj. bydgoskim. Działał z tym zadaniem w l. 1946-1948 w powiatach: Siedlce, Łuków, Biała Podlaska, Kozienice, Opatów, Radom, w latach 1949-1956 Wałcz, Szczecinek, Choszczno, Bytów, Kołobrzeg, Białogard, Sławno, Miastko, Nakło, Wyrzysk, Toruń, Inowrocław, Tuchola, Chełmno i Brodnica. W czasie rozminowania w okresie od 1945 do 1948 batalion stracił 8 żołnierzy.
Uczestniczył w walce z żywiołami podczas powodzi i w pracach na rzecz gospodarki narodowej. Batalion zbudował 114 metrowy most na rz. Kurówka w rej. Puławy i most pontonowy DMP w Puławach. W 1949 brał udział w niszczeniu zatoru lodowego na Wiśle w rejonie Dęblina i utrzymywał most pontonowy w rejonie Puław. W kwietniu 1949 oczyszczał składnicę amunicji w Stawach. W maju 1949 sprawdził i oczyścił rejon zakwaterowania i place ćwiczeń 36pal. Najważniejszym przedsięwzięciem jednostki było uczestniczenie w 1956 w ramach zgrupowania „Krępna” w rozminowaniu Przełęczy Dukielskiej.

## Stacjonowanie, rozformowanie batalionu
Stacjonował do marca 1946 w Bydgoszczy, dalej w Siedlcach, od grudnia 1946 Puławach, od 1949 do 1951 był w Szczecinku, ostatecznie od października 1951 batalion stacjonował w Drawnie, w dawnym niemieckim kompleksie logistycznym po jednostce Muna Lager.
Batalion rozformowano 2 kwietnia 1957.

## Dowódcy batalionu
W okresie od 1945 do 1957 dowódcami batalionu byli:
- mjr Maciej Mołczański (1945-1946)
- kpt. Jerzy Naumczuk (1946-1948)
- kpt. Julian Okuniewski (1948-1949)
- kpt. Mikołaj Fromza (1949-1950)
- mjr Maciej Kondakow (1952-1953)
- czpo. kpt. Jerzy Kominko (1953)
- kpt. Longin Komosiński (1953-1957)
- kpt. Jan Bielański (1957)

## Skład etatowy
- Dowództwo i sztab
- 3 kompanie saperów
  - 3 plutony saperów
  - drużyna zaopatrzenia
- kwatermistrzostwo
  - magazyn techniczny
  - drużyna gospodarcza

Stan:
żołnierzy - 254 (oficerów – 33, podoficerów – 44, szeregowych – 177)
sprzęt:
- samochody – 3
- łodzie MN – 1